# サロメ (ティツィアーノ)
『サロメ』（伊: Salomè, 英: Salome）あるいは『洗礼者ヨハネの首を持つサロメ』（英: Salome with the head of John the Baptist）は、イタリアの後期ルネサンスのヴェネツィア派の巨匠ティツィアーノ・ヴェチェッリオが1515年頃に制作した絵画である。油彩。主題はおそらく洗礼者ヨハネの頭部を持つサロメである。この主題の他の絵画と同様に、女性と切断された男性の頭部が描かれた、ホロフェルネスの首を持つユディトを表していると考えられていた。
絵画はジョルジョーネの作とされることもあるが、「柔軟な油媒体の卓越した扱いはなめらかで軟らかい肌の上で柔らかく紡がれた髪の感覚を呼び起こすことを可能にする」「鑑賞者の接近と関与の感覚」により、現在ではティツィアーノの様式が発展する過程の作品と見なされている。モデルはある程度理想化されており、アルテ・マイスター絵画館の『眠れるヴィーナス』（1510年頃）やウォレス・コレクションの『ヴィーナスとキューピッド』（1510年頃-1515年頃）と同じ女性であると言われている。
『サロメ』はティツィアーノの工房によって何度も複製されている。ローマ教皇クレメンス8世の甥にあたる枢機卿ピエトロ・アルドブランディーニは本作品に加えて工房作の2枚の『サロメ』を所有していたが、それらは現在ローマのドーリア・パンフィーリ美術館と、パサデナのノートン・サイモン美術館に所蔵されている。

## 主題

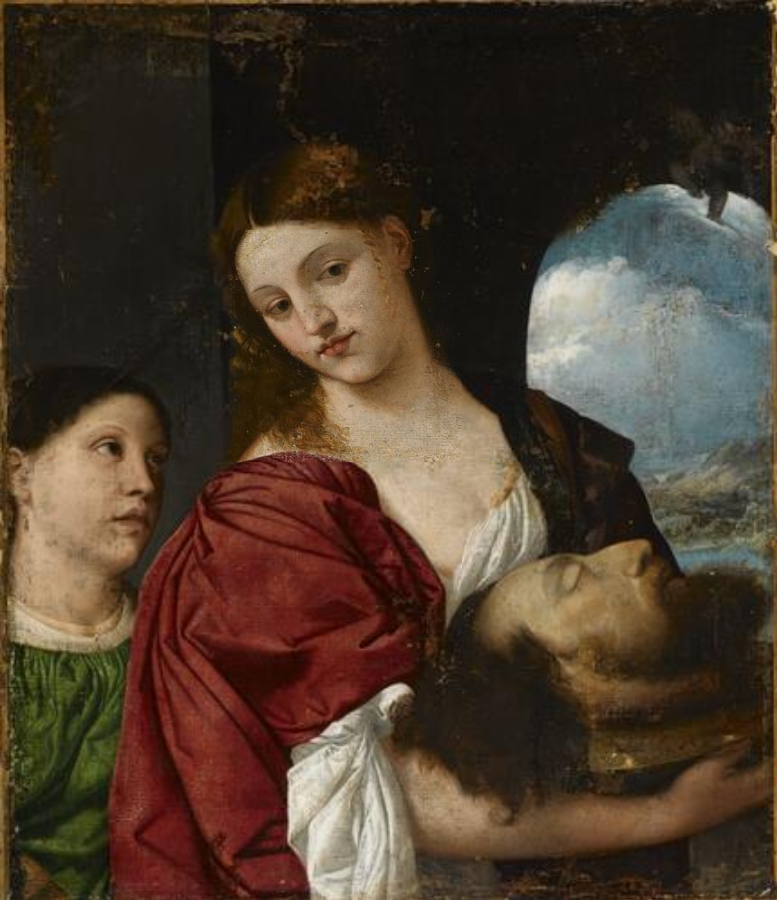
ノートン・サイモン美術館版。

サロメは古代イスラエルのヘロデ・アンティパス王の妻ヘロディアが前夫との間に生んだ娘である。伝説によるとヘロデ王は自分の誕生日に祝宴を催して有力者たちを招いたが、その宴の席でサロメが舞踏で客たちを喜ばせたので、ヘロデ王はサロメに望むものを何でも褒美として与えようと言った。サロメが母のもとに行き、何を願うべきか尋ねると、ヘロディアは「洗礼者ヨハネの首が欲しいと言いなさい」と娘に言った。当時、ヘロデ王は実兄の妻であったヘロディアを娶ったため、ヨハネから厳しく批判されていた。サロメは父のもとに行き、母の言葉に従って「洗礼者ヨハネの首を所望します」と述べた。そこでヘロデ王は兵に命じて獄中のヨハネを殺し首を持って来させた。

## 作品
ティツィアーノは盆に乗せられた洗礼者ヨハネの首を持って運ぶサロメを描いている。サロメはヨハネの首から顔をそらしているが、彼女の目は首を見ている。エルヴィン・パノフスキーは画面のサロメを「瞑想的で、悲しく、少し心が麻痺した彼女は、聖ヨハネの顔にひるんでいるかのように見えるが、それでも彼女の横の視線を抗いがたい力で引き付ける」と説明している。一方で侍女は「原因を理解することなく、主人の苦悩を感じ、分かち合う忠実な犬のような目でヒロインを見つめる」。したがって、人物像のピラミッド型の構図において 視線は左側から中央のサロメ、そして死んで目を閉じた右側のヨハネへと流れる。
この初期の傑作はしばしばユディトを描いた作品と考えられたが、16世紀末にサロメの母ヘロディアを描いたものとして言及された可能性がある。仮にこの絵画の主役が洗礼者ヨハネを処刑する陰謀の主導者ヘロディアであるならば、彼女の隣に描かれた若い女性は娘のサロメであり、ここではより魅力的な母親に心を奪われた人物として描かれている。もっとも、最近はユディト説と同様にヘロディア説を支持する研究者はいないようである。
サロメもユディトも力のある男性像に対して官能的な魅力を行使する点に物語の核心があるが、ティツィアーノの時代、教会にとってヘロディアとサロメは悪人であったのに対してユディトは女主人公だった。アーチの上部にある小さなキューピッド像は主題の官能性を強化しており、サロメの洗礼者ヨハネへの欲望 またはホロフェルネスのユディトに対する欲望を示唆している。
サロメとユディトを見分ける判断材料の1つに侍女の存在がある。例外はあるにせよ、一般的に侍女はユディトの絵画では登場するが、サロメの絵画では登場しない。また盆に乗せられた首は普通は「マルコによる福音書」6章で言及されているサロメの物語に関連づけられている。一方、ユディトはしばしば首を袋に入れたり、ホロフェルネスの髪をつかんで運んだりするなどの特徴があり、両者ともに「ユディト記」の物語に従っている。したがって侍女の存在からユディトの可能性はあるにせよ、首の運び方からサロメを描いたものと考えられる。また画面左上の2人の女性の頭上には金具が描かれており、パノフスキーはこれを錠としているが、蝶番の可能性もある。この金具を境に暗がりの色合いがわずかに異なっており、おそらく扉から壁への移行を示している。ノートン・サイモン美術館のバージョンではよりはっきりと金具と色の変化が見て取れる。これはしばしば芸術作品で描かれた物語のバージョンである、女たちが宴の席にヨハネの首を持って戻るために獄中から立ち去る場面であることを示唆している。一方の「ユディト記」のテキストはホロフェルネスが自身のテントの中で暗殺されたことを極めて明確に示しており、ユディトが（絵画では珍しい）ベツリアの人々に首を見せるシーンは夜間に城門の中で発生するため、絵画の背景をユディトの描写と調和させることは困難である。

## 帰属と制作年

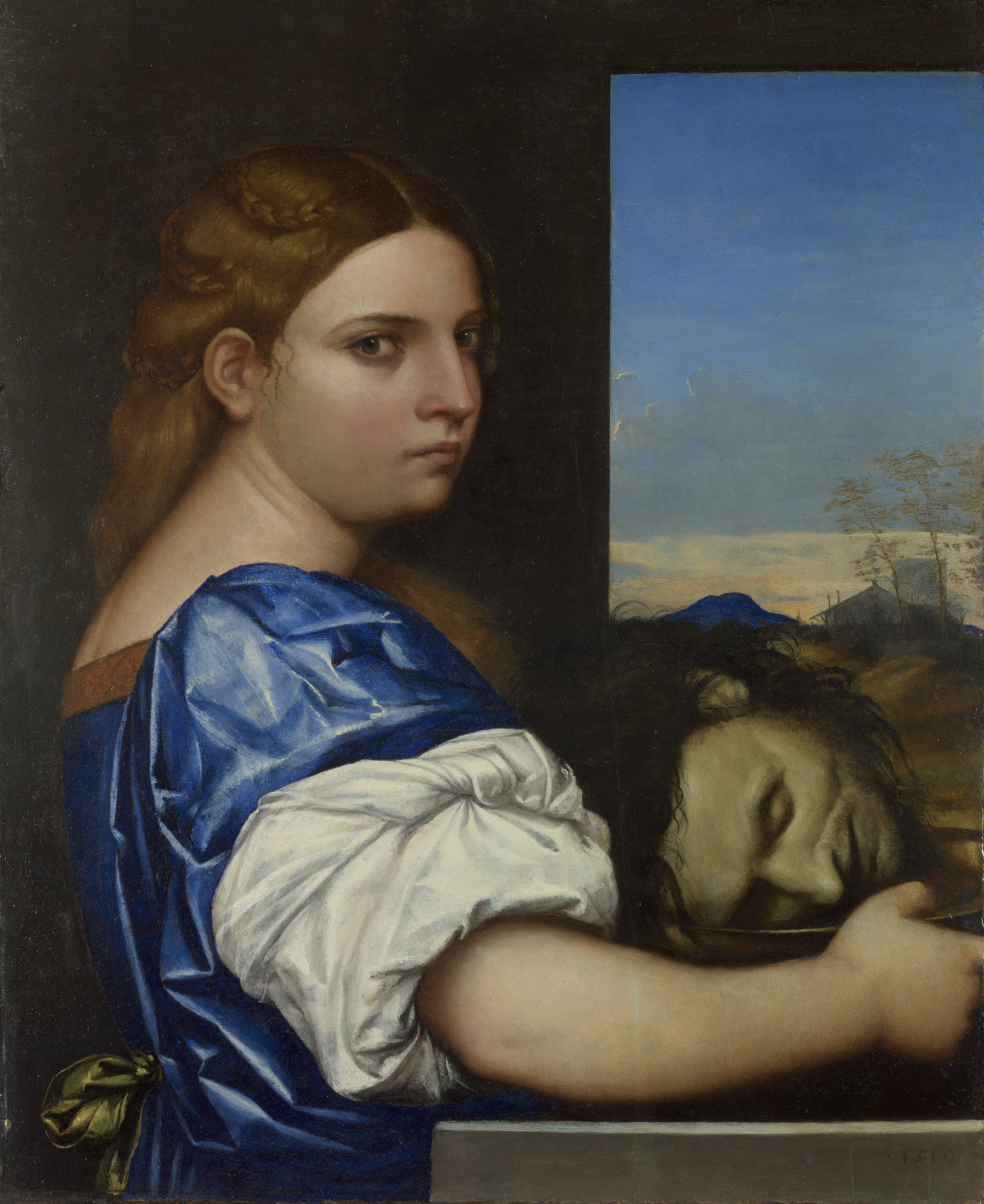
セバスティアーノ・デル・ピオンボの『洗礼者ヨハネの首を持つサロメ』。ロンドンのナショナル・ギャラリー所蔵。

1510年代の他のティツィアーノの小品と同様、その帰属は何世紀にもわたって揺らいでおり、初期の記録ではティツィアーノの作とされているが、19世紀までには（ほとんど必然的に）ジョルジョーネに帰属されるようになり、その後、イタリアの美術評論家ジョヴァンニ・バティスタ・カヴァルカゼルとイギリスの美術史家ジョゼフ・アーチャー・クロウはイル・ポルデノーネに帰属させた。しかしジョヴァンニ・モレッリが1890年にティツィアーノに再帰属すると、その世紀の終わりまでにはほとんどの研究者がティツィアーノの作品と考え、専門家の間ではこれが通常の見解として定着した。
ノートン・サイモン美術館のバージョンは1801年から1859年にかけてティツィアーノの作品としてイギリスで売却されたが、1891年にロンドンで売却されたときはジョルジョーネの作品とされた。
制作年に関しては1515年頃とするのが長い間通常の見解だったが、チャールズ・ホープは純粋に様式的な理由から1511年頃とした。これは場面設定が左側の暗がりから右側の明るい場所に移っているセバスティアーノ・デル・ピオンボの1510年の『洗礼者ヨハネの首を持つサロメ』 (Salome with the Head of John the Baptist) とも関係がある。この作品も一部では『ユディト』と見なされている。

## 来歴
本作品と思われる絵画の最初の記録は、1533年にティツィアーノの非常に重要なパトロンであったフェラーラ公爵アルフォンソ1世・デステのコレクションに記録された『ユディト』である。この記録に合致するティツィアーノの絵画は他にないように思われ、したがって、この作品がドーリア・パンフィーリ美術館の絵画でない場合、記録にある絵画は失われているに違いない。続いて1592年には、アルフォンソ・デステの孫娘ルクレツィア・デステが『ヘロディア』と呼ばれる絵画を所有していた。これらの絵画が本作品である確かな証拠はないが、ウェゼイなど何人かの美術史家は本作品として同定している。そして『サロメ』はおそらく、1598年にフェラーラが教皇領に併合された後、枢機卿ピエトロ・アルドブランディーニによって没収されたエステ家の絵画コレクションの中に含まれていた。
確かなことは1603年までにピエトロ・アルドブランディーニはティツィアーノの2枚の『サロメ』を所有しており、のちに姪のオリンピア・アルドブランディーニに相続されたということである。彼女の結婚相手は教皇イノケンティウス10世の甥カミーロ・パンフィーリ枢機卿であり、絵画コレクションは持参金としてパンフィーリ家に持ち込まれ、さらにドーリア・パンフィーリ美術館のコレクションの中核となった。絵画は18世紀には『ヘロディア』と呼ばれたが、それを見た外国人の多くは『ユディト』として記録した。
アルドブランディーニ家に由来するパンフィーリ家の2枚の『サロメ』のうち、保存状態の悪い方は18世紀末に売却された。1797年から1798年のイタリア侵攻の間、フランス軍の略奪を見越して多くの芸術作品がイギリス人に売却されており、『サロメ』はウィリアム・ヤング・オトリー（William Young Ottley）よって最初に購入され、1801年にロンドンで売却された。その後、多数の所有者を経て1965年にノートン・サイモン財団によって購入された。

## 複製
ティツィアーノ、工房作、またはその両方による初期の複製がいくつか確認されている。現在、ノートン・サイモン美術館に所蔵されているバージョンは工房作の中で最高のものと見なされている。サルヴィアーティ家、スウェーデン女王クリスティーナ、オデスカルキ家のコレクションに含まれていた別の初期の複製は、現在、アメリカ合衆国の不動産王ルーク・ブルグナーラが所有している。

## 別のバージョン
ティツィアーノは1550年代以降に頭の上に持ち上げた盆に洗礼者ヨハネの首を置いているプラド美術館の『サロメ』を描いており、おそらく画家の娘ラヴィニアをモデルとして起用している。1560年代にさかのぼる別の作品が最近再登場しており、こちらは東京の国立西洋美術館に所蔵されている。
またティツィアーノは1570年頃に疑いの余地のないユディトを主題とする作品を制作した。これはデトロイト美術館に所蔵されている。

## ギャラリー
ティツィアーノは以下のようなサロメおよびユディトを描いている。

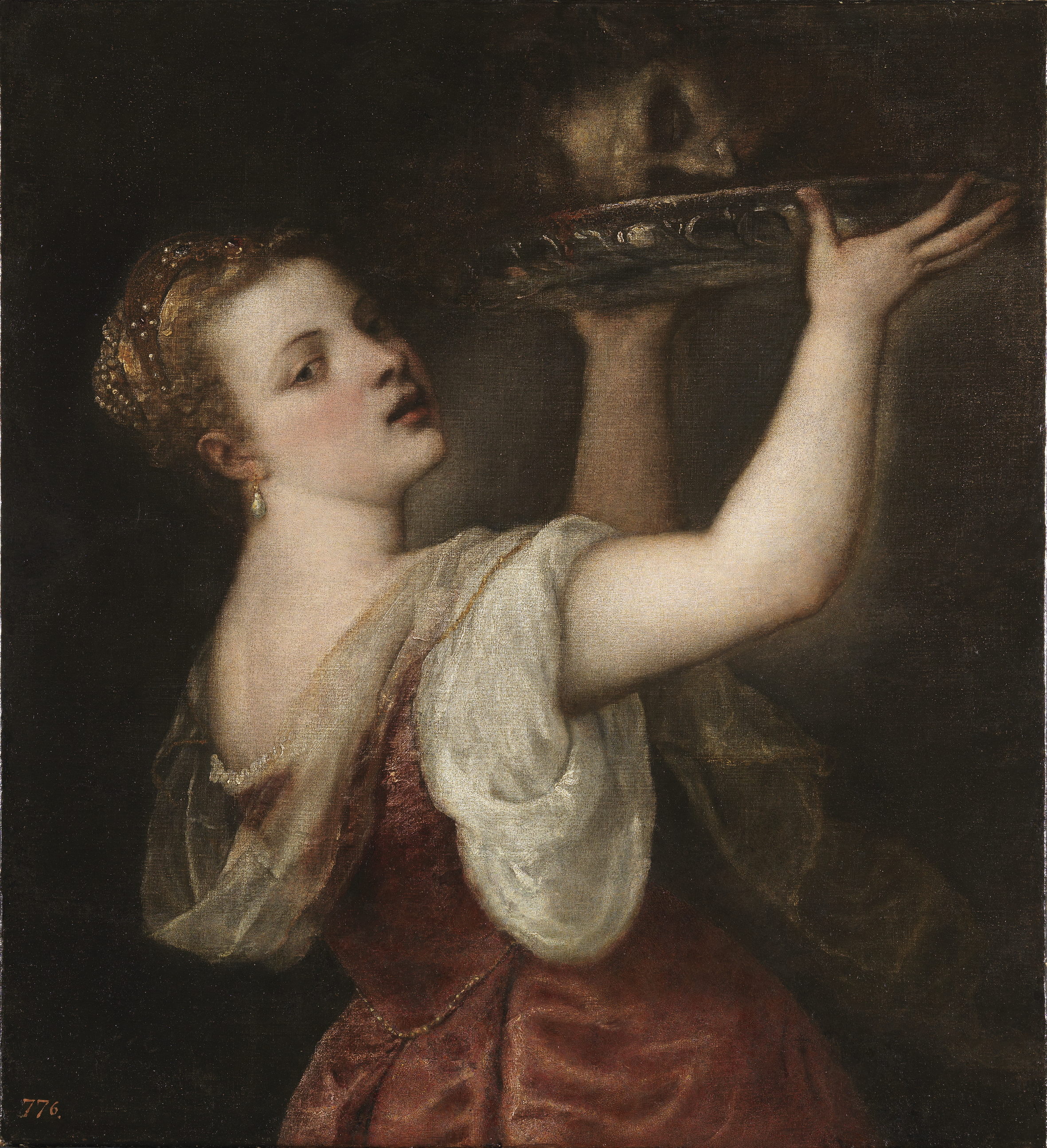
『サロメ』1550年頃 プラド美術館所蔵
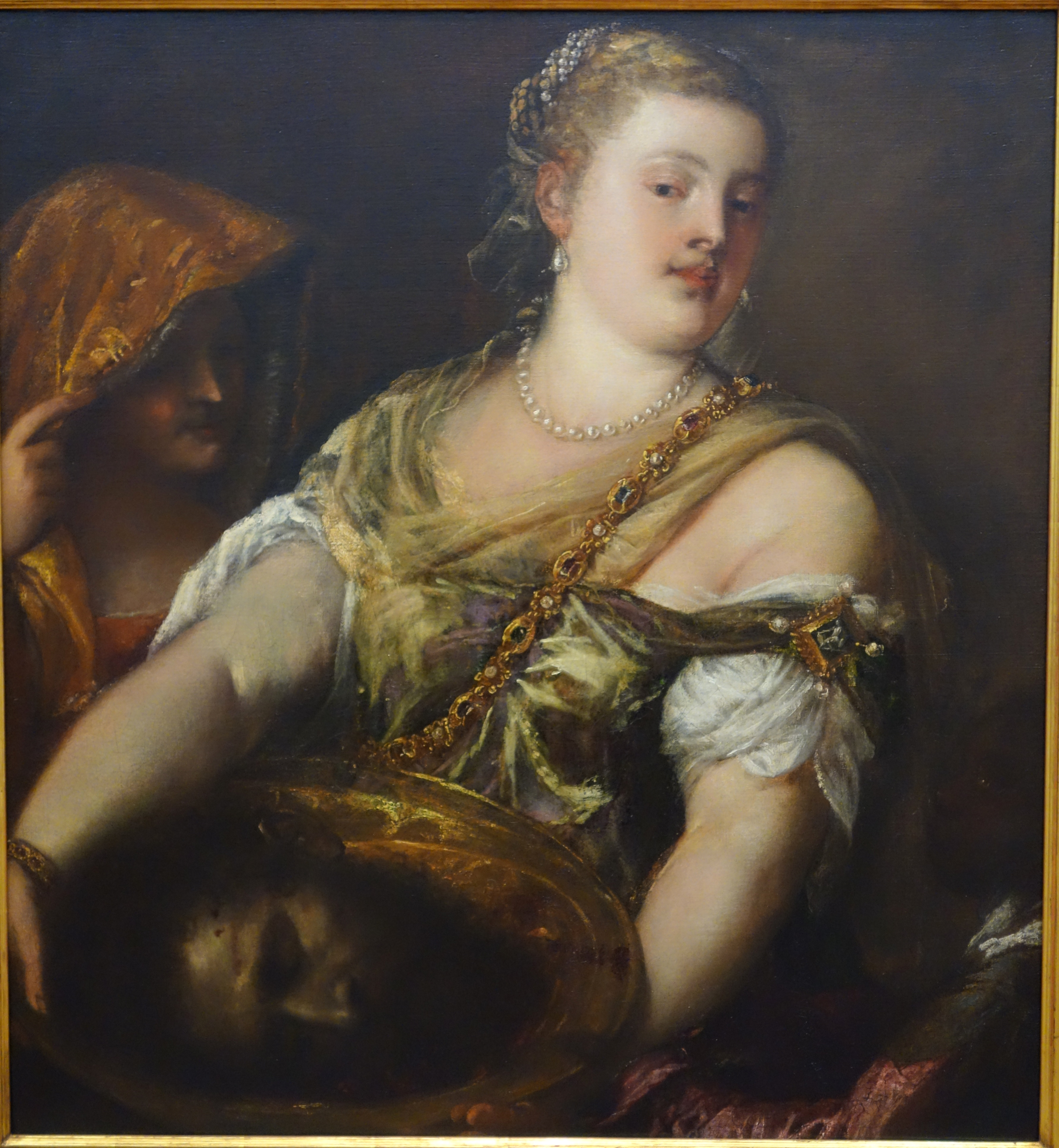
『洗礼者ヨハネの首を持つサロメ』1560年-1570年頃 国立西洋美術館所蔵
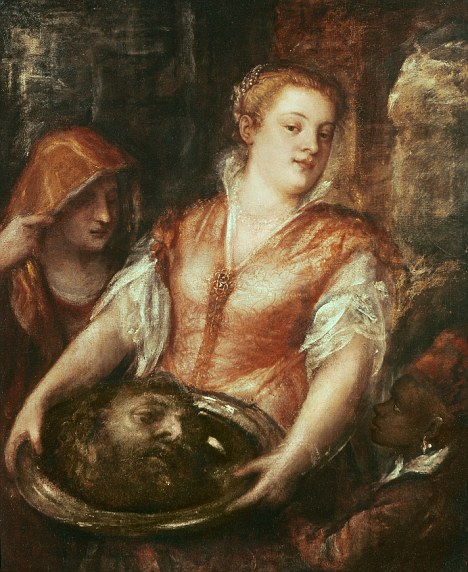
『洗礼者ヨハネの首を持つサロメ』1570年頃 コーリカー・コレクション（Koelliker Collection）所蔵
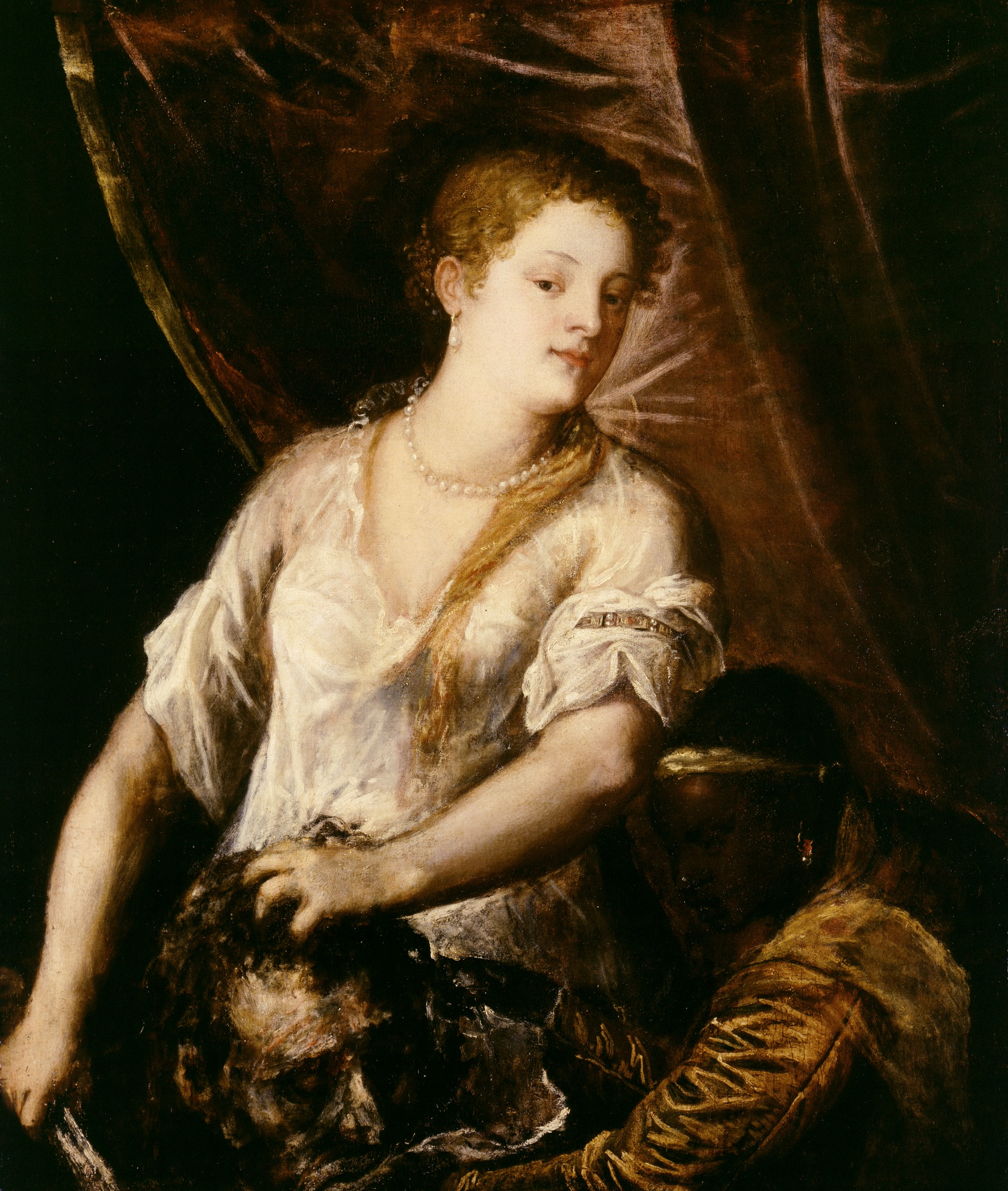
『ホロフェルネスの頭を持つユディト』1570年頃 デトロイト美術館所蔵